# Риза-Гросенхайн (район)
Риза-Гросенхайн (нем. Riesa-Großenhain) — бывший район в Германии.
Центр района — город Гросенхайн. Район входил в землю Саксония. Подчинён был административному округу Дрезден. Занимает площадь 820,54 км². Население 112,0 тыс. чел. (2007). Плотность населения 136 человек/км².
Официальный код района 14 2 85.
В ходе саксонской коммунальной реформы с 1 августа 2008 года стал частью объединённого района Мейсен в составе новообразованного дирекционного округа Дрезден.
Район подразделялся на 21 общину.

## Города и общины
Города
1. Грёдиц (7.639)
2. Гросенхайн (15.757)
3. Риза (35.895)
4. Штрела (4.107)

Общины
1. Вайсиг-ам-Рашюц (951)
2. Вильденхайн (1.710)
3. Вюлькниц (1.809)
4. Глаубиц (2.056)
5. Лампертсвальде (1.979)
6. Наувальде (1.091)
7. Нюнхриц (6.389)
8. Пристевиц (3.507)
9. Рёдерауэ (3.246)
10. Тауша (1.504)
11. Тиендорф (2.257)
12. Хиршштайн (2.402)
13. Цабельтиц (2.913)
14. Цайтхайн (6.429)
15. Шёнфельд (2.022)
16. Штаухиц (3.466)
17. Эберсбах (4.841)

Объединения общин
Управление Грёдиц
Управление Нюнхриц
Управление Рёдерауэ-Вюлькниц
Управление Тиендорф
Управление Цабельтиц
Управление Шёнфельд
(30 июня 2007)